# Fukuda Keiichi
Fukuda Keiichi (japanisch 福田 恵一; geboren 1895 in Fukuyama (Präfektur Hiroshima); gestorben 1956) war ein japanischer Maler der Nihonga-Richtung.

## Leben und Werk
Fukuda Keiichi schloss 1917 seine Ausbildung als Maler an der Abteilung für Japanische Malerei (Nihonga) an der „Tōkyō bijutsu gakkō“ (東京美術学校), einer der Vorläufereinrichtungen der heutigen Universität der Künste Tokio, ab. Anschließend war er im Lehrberuf tätig, malte aber nebenbei.
1926 wurden zwei Werke von ihm auf der „Inten“-Ausstellung angenommen. Bei der Gelegenheit lernte er Nishiyama Suishō aus Kyōto kennen, bei dem er sich dann in dessen Unterrichtsstätte „Shōkōsha“ (青甲社) weiterbildete. Vom darauf folgenden Jahr an stellte er regelmäßig auf den Ausstellungen der Shōkōsha, der staatlichen „Teiten“ aus, die ihn drei Mal als „Hervorragend“ auszeichnete. Danach konnte er Juryfrei ausstellen. 1931 war er auf der Ausstellung japanische Malerei 1931 in Berlin zu sehen.
In einer Veröffentlichung zur Geschichte Nishiyamas Shōkōsha (西山画塾青甲社), die 1943 erschien, wurde Fukuda nach Dōmoto Inshō als „der, der sich am meisten anstrengt“  (一番努力型, Ichiban doryoku-gata) dargestellt.
Nach seiner zweiten Auszeichnung ließ Fukuda sich in Kyōto nieder, zog sich aber im Zweiten Weltkrieg in seine Heimatstadt Fukuyama zurück.
Fukudas Hauptinteresse war, geschichtliche Themen bildnerisch darzustellen.